# Amatori Catania Rugby 2004-2005

## Super 10 2004-05

### Stagione regolare
| Incontro                     | Andata | Ritorno |
| ---------------------------- | ------ | ------- |
| Amatori Catania — Viadana    | 18-38  | 18-25   |
| L’Aquila — Amatori Catania   | 25-24  | 8-35    |
| Amatori Catania — Leonessa   | 24-16  | 9-16    |
| Parma — Amatori Catania      | 27-28  | 31-39   |
| Amatori Catania — Benetton   | 23-30  | 15-35   |
| Rovigo — Amatori Catania     | 23-27  | 24-19   |
| Petrarca — Amatori Catania   | 33-42  | 20-35   |
| Amatori Catania — Calvisano  | 29-12  | 31-36   |
| GRAN Parma — Amatori Catania | 28-6   | 10-29   |

#### Risultati della stagione regolare
| Posizione | G  | V | N | P | PF  | PS  | DP  | B | Pt |
| --------- | -- | - | - | - | --- | --- | --- | - | -- |
| 4ª        | 18 | 9 | 0 | 9 | 443 | 456 | -13 | 8 | 44 |

### Fase finale
| Turno | Incontro                   | Andata | Ritorno |
| ----- | -------------------------- | ------ | ------- |
| SF    | Amatori Catania — Benetton | 20-25  | 21-41   |

## Coppa Italia 2004-05

### Prima fase

#### Girone B
| Incontro                     | Risultato     |
| ---------------------------- | ------------- |
| Amatori Catania — Calvisano  | 32-42         |
| Petrarca — Amatori Catania   | non disputata |
| GRAN Parma — Amatori Catania | 30-24         |
| Amatori Catania — Viadana    | 49-33         |

##### Risultati del girone B
| Posizione | G | V | N | P | PF | PS  | DP  | B | Pt |
| --------- | - | - | - | - | -- | --- | --- | - | -- |
| 4ª        | 3 | 0 | 0 | 3 | 63 | 112 | -49 | 2 | 2  |

## European Challenge Cup 2004-05

### Turno preliminare
| Incontro                      | Andata | Ritorno |
| ----------------------------- | ------ | ------- |
| Amatori Catania — Sale Sharks | 22-31  | 3-50    |

## European Shield 2004-05

### Ottavi di finale
| Incontro                  | Andata | Ritorno |
| ------------------------- | ------ | ------- |
| Amatori Catania — Bayonne | 12-39  | 0-41    |

## Verdetti
- Amatori Catania qualificato alla European Challenge Cup 2005-06.